# 4 Dywizja Grenadierów Pancernych SS „Polizei”
4 Policyjna Dywizja Grenadierów Pancernych SS (niem. 4. SS-Polizei-Panzergrenadier-Division) – dywizja Waffen-SS, odpowiedzialna m.in. za masakrę ludności cywilnej w Distomo.

## Historia
4 Policyjna Dywizja Grenadierów Pancernych SS, niemiecka jednostka wojskowa sformowana w październiku 1939 roku jako dywizja policyjna (Polizei-Division), której żołnierzami byli policjanci. Z założenia miała być jednostką drugoliniową, więc była gorzej wyposażona. Walczyła we Francji i na froncie wschodnim. W 1941 dywizja liczyła 17 347 żołnierzy. Od 1942 w Waffen-SS. 
Później wykonywała zadania okupacyjne w Polsce i na Bałkanach. W czerwcu 1943 roku została przekształcona w dywizję grenadierów pancernych. Zwalczała partyzantkę w Jugosławii i Grecji, dopuszczając się tam zbrodni wojennych, m.in. masakry w Distomo, w czasie której zamordowanych zostało 218 cywilów. Od końca września 1944 roku na terytorium Węgier brała udział w walkach przeciw Armii Czerwonej. W 1945 walczyła na Słowacji i Pomorzu. Resztki dywizji poddały się armii USA w Niemczech.

## Dowódcy
- SS-Gruppenführer Karl Pfeffer-Wildenbruch (1 września 1939 – 10 listopada 1940)
- SS-Gruppenführer Arthur Mülverstadt (10 listopada 1940 – 8 sierpnia 1941)
- SS-Obergruppenführer Walter Krüger (8 sierpnia 1941 – 15 grudnia 1941)
- Generaloberst der Polizei Alfred Wünnenberg (15 grudnia 1941 – 17 kwietnia 1943)
- SS-Brigadeführer Fritz Freitag (17 kwietnia 1943 – 1 czerwca 1943)
- SS-Brigadeführer Fritz Schmedes (1 czerwca 1943 – 18 sierpnia 1943)
- SS-Brigadeführer Fritz Freitag (18 sierpnia 1943 – 20 października 1943)
- SS-Oberführer Friedrich-Wilhelm Bock (20 października 1943 – 19 kwietnia 1944)
- SS-Brigadeführer Jürgen Wagner (19 kwietnia 1944 – ? maja 1944)
- SS-Oberführer Friedrich-Wilhelm Bock (? maja 1944 – 7 maja 1944)
- SS-Brigadeführer Herbert-Ernst Vahl (7 maja 1944 – 22 lipca 1944)
- SS-Standartenführer Karl Schümers (22 lipca 1944 – 16 sierpnia 1944)
- SS-Oberführer Helmuth Dörnder (16 sierpnia 1944 – 22 sierpnia 1944)
- SS-Brigadeführer Fritz Schmedes (22 sierpnia 1944 – 27 listopada 1944)
- SS-Standartenführer Walter Harzer (27 listopada 1944 – 1 marca 1945)
- SS-Standartenführer Fritz Göhler (1 marca 1945 – ? marca 1945)
- SS-Standartenführer Walter Harzer (? marca 1945 – 8 maja 1945)[3]

## Odznaka
Emblematem Dywizji „Polizei” była odmiana germańskiego i heraldycznego symbolu Wilczego Haka. W przeciwieństwie do emblematu Dywizji „Das Reich”, która posiadała taki sam znak dywizyjny, symbol Dywizji „Polizei” przedstawiony jest w pozycji pionowej. Znak ten znany jest także pod nazwą Donnerkeil (Grom). Odznakę Dywizja zaczęła używać dopiero od 1942.